# Jade Rasif
Jade Rasif (nacida el 21 de enero de 1994) es una DJ de Singapur, personalidad de YouTube y ex actriz.

## Trasfondo
Jade Rasif nació en Singapur el 21 de enero de 1994 y es la mayor de tres hermanas. Se destaca que es la hija del abogado fugitivo David Rasif, quien huyó con 11,3 millones de dólares singapurenses del dinero de sus clientes en 2006. Fue colocada como primera finalista en New Paper New Face 2013. También es conocida por interpretar a Sheila Oh en Tanglin, de las temporadas 1 a 3.
Rasif se ha presentado en Singapur, Tailandia y Malasia y actualmente es la DJ mejor pagada en Singapur desde 2017.
Rasif se graduó con una licenciatura en Psicología de la Facultad de Artes y Ciencias Sociales de la Universidad Nacional de Singapur.

## Vida personal
A principios de noviembre de 2018, Rasif reveló que estaba embarazada de siete meses y medio, que supuestamente concibió con su novio desconocido en un automóvil Bentley estacionado en el estacionamiento Beauty World. En el video de YouTube de Real Talk que se publicó el 30 de diciembre, se reveló que dio a luz a un niño a mediados de diciembre de 2018. Al final del video, hizo que sus otros tres coanfitriones, Dew, John y Saffron, probaran la leche materna que había extraído antes mientras se dirigía al trabajo.

## Filmografía

### Dramas de televisión
| Año       | Título  | Rol       | Network             | Nota |
| --------- | ------- | --------- | ------------------- | ---- |
| 2015-2018 | Tanglin | Sheila Oh | Mediacorp Channel 5 |      |